# Jaclyn Victor
Jaclyn Victor, född 4 december 1978 i Kuala Lumpur, är en malaysisk sångerska. 

## Karriär
Jaclyn Victor blev känd år 2004 då hon vann den första säsongen av Malaysian Idol, den malaysiska versionen av Idols. Hon har släppt fem studioalbum med Sony Music efter sin seger i Malaysian Idols. Innan hon var med i tävlingen släppte hon sitt debutalbum Dream år 2002. Hennes första album efter tävlingen var Gemilang som sålde fler än 20 000 exemplar. Albumet vann även priserna "Bästa popalbum" och "Årets album" vid Anugerah Industri Muzik år 2005. Vid den årliga musiktävlingen Anugerah Juara Lagu vann hon år 2005 med låten "Gemilang" från albumet med samma namn. Hennes tredje album var Inilah Jac som släpptes år 2006 och året därefter släpptes albumet på nytt med nya låtar och musikvideor. Det femte albumet Jaclyn Victor III släpptes år 2009. År 2011 släppte hon det sjätte albumet 3 Suara tillsammans med sångarna Ning Baizura och Shila.

## Diskografi

### Album
- 2002 - Dream
- 2004 - Gemilang
- 2006 - Inilah Jac
- 2007 - Inilah Jac - Edisi Terhad (ny version av Inilah Jac)
- 2009 - Jaclyn Victor III
- 2011 - 3 Suara (med Ning Baizura och Shila)